# Großsteingrab Venslev Marker 13
Das Großsteingrab Venslev Marker 13 ist eine megalithische Grabanlage der jungsteinzeitlichen Nordgruppe der Trichterbecherkultur im Kirchspiel Ferslev in der dänischen Kommune Frederikssund.

## Lage
Das Grab liegt südlich des Waldgebiets Sømer Skov auf einem Feld zwischen Rendebækvej und Fjordvej. In der näheren Umgebung gibt bzw. gab es zahlreiche weitere megalithische Grabanlagen.

## Forschungsgeschichte
In den Jahren 1873 und 1942 führten Mitarbeiter des Dänischen Nationalmuseums Dokumentationen der Fundstelle durch. 1874 und 1890 wurden Zeichnungen des Grabes angefertigt. Eine weitere Dokumentation erfolgte 1989 durch Mitarbeiter der Forst- und Naturbehörde.

## Beschreibung
Die Anlage besitzt eine nordnordost-südsüdwestlich orientierte rechteckige Hügelschüttung, über deren Maße leicht unterschiedliche Angaben vorliegen. Der Bericht von 1873 nennt eine Länge von 24 m und eine Breite von 8,5 m. Der Bericht von 1942 nennt eine Länge von 26 m und eine Breite von 10 m. Von der Umfassung sind 18 Steine an der ostsüdöstlichen und 20 Steine an der westnordwestlichen Langseite sowie jeweils drei Steine an den Schmalseiten erhalten.
Die Grabkammer liegt 11 m vom nordnordöstlichen Ende in der Mittelachse des Hügels und ist vermutlich als Urdolmen anzusprechen. Sie ist nordnordost-südsüdwestlich orientiert und mannslang; exakte Maßangaben liegen nicht vor. Die Kammer besteht aus drei Wandsteinen, von denen der ostsüdöstliche ausgegraben wurde und nun neben der Kammer liegt. Auf den in situ verbliebenen Wandsteinen ruht ein flacher Deckstein, der auf seiner Oberseite mindestens 13 Schälchen aufweist.